# Elephantopus mollis
Elephantopus mollis Kunth es una especie de planta fanerógama de la familia de las Asteráceas.

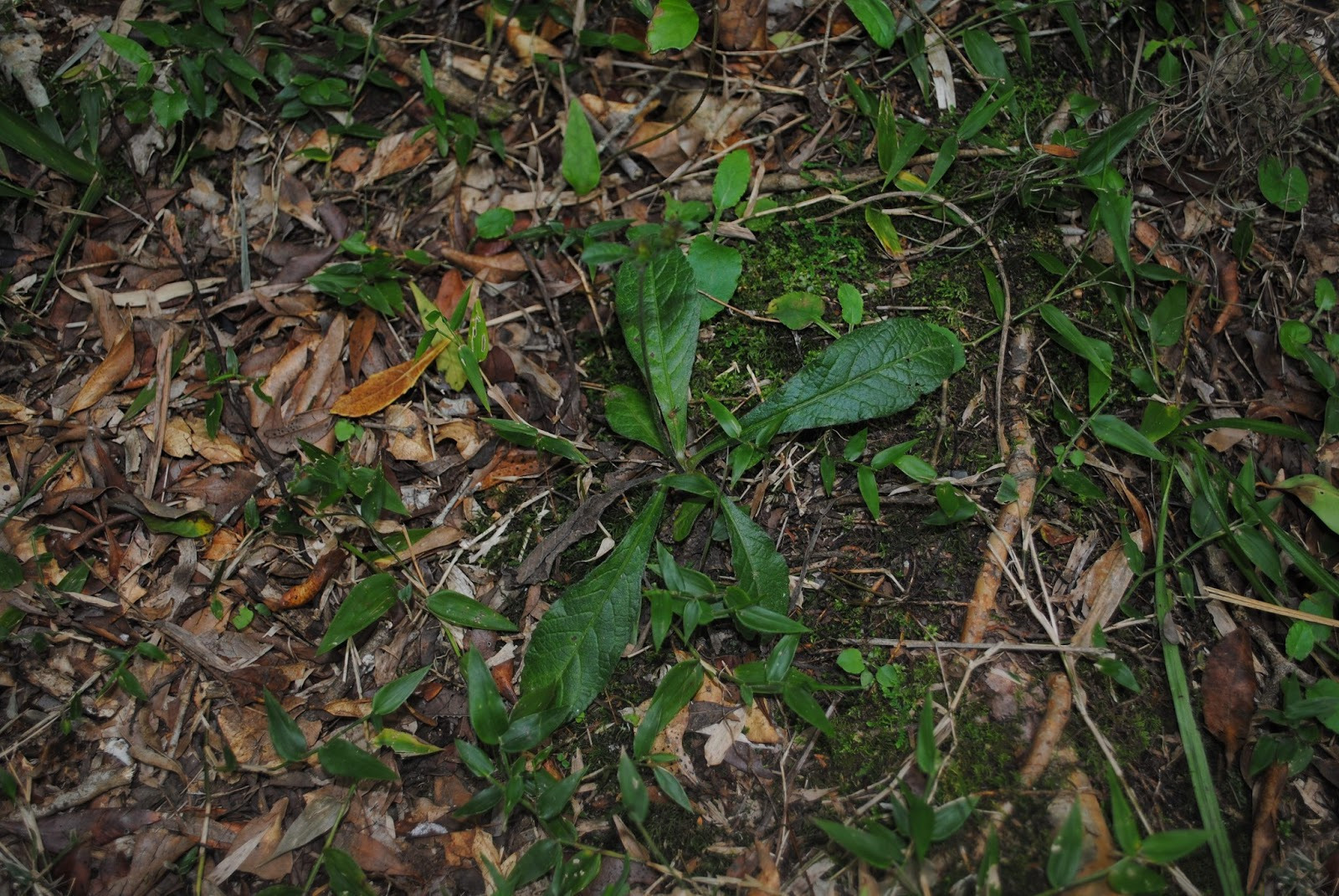
En su hábitat

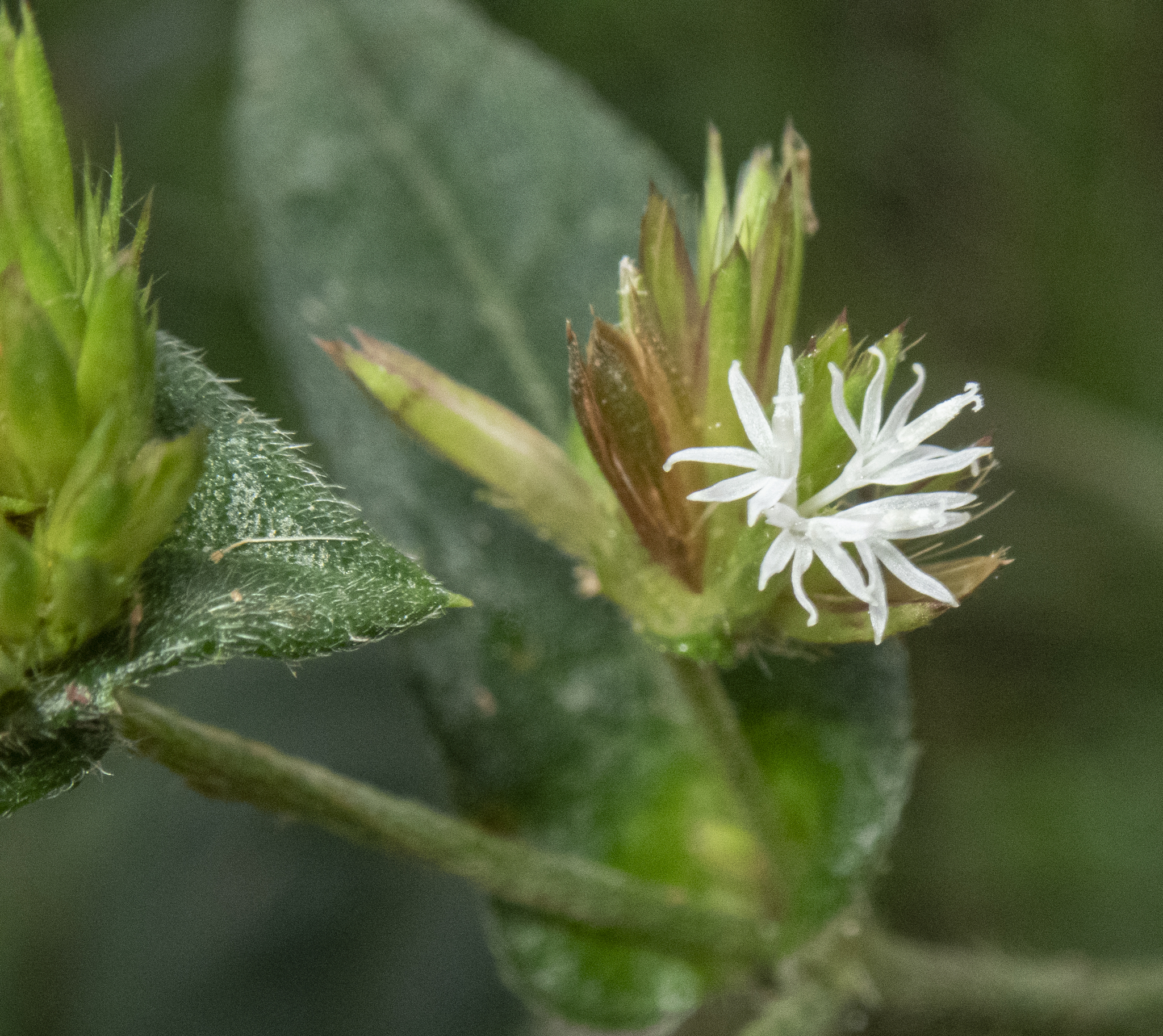
Elephantopus mollis, inflorescencia

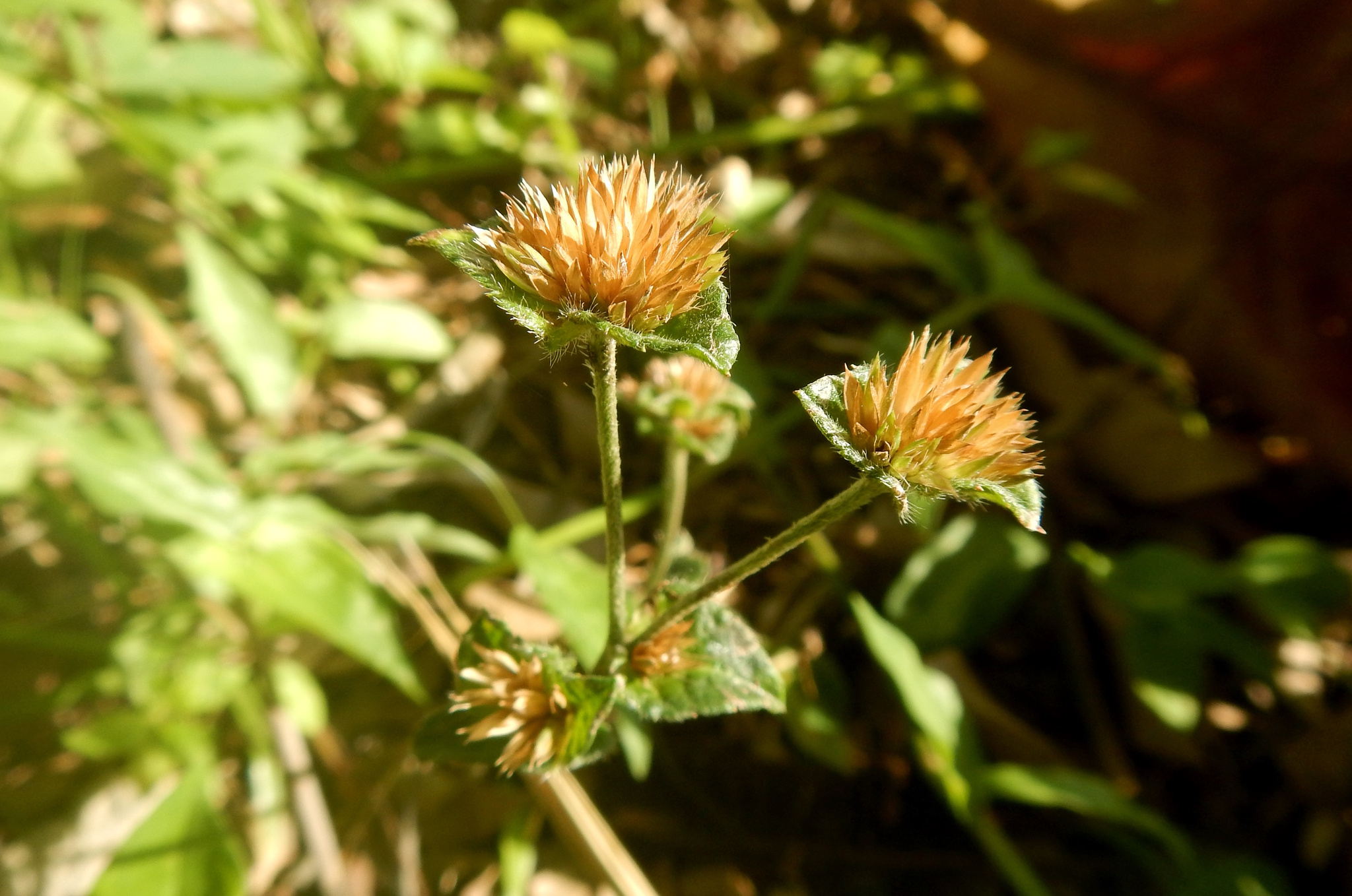
Elephantopus mollis, frutos.

## Descripción
Son hierbas perennes, robustas, que alcanzan los 0.3–1.5 m de alto, erectas; ramas pilosas, hirsutas o vellosas. Hojas alternas y/o basales, oblanceoladas, oblongas a obovadas o espatuladas, 7–22 cm de largo y 2–7 cm de ancho, ápice obtuso, agudo o cortamente acuminado, base atenuada, abrazadora, márgenes subenteros a crenados, más obscuros, escasamente pilosas y frecuentemente escabrosas en la haz, resinoso-punteadas y densamente puberulentas o velutino-pilosas en el envés; pecíolos indistintamente ensanchados en la base y abrazadores. Capitulescencias solitarias, terminales, en panículas corimbosas de glomérulos con ca 40 capítulos, muy ramificadas, abrazadas por brácteas ovadas; capítulos discoides; filarias 8 en 4 pares decusados, paleáceas, menudamente seríceas hacia el ápice, generalmente punteado-resinosas, ápice rígido-acuminado, las exteriores lanceoladas, 4.5–5 mm de largo, las internas lanceolado-oblongas, 5.5–7.5 mm de largo; receptáculos planos, desnudos; flósculos 4, perfectos; tubo de la corola 3–6 mm de largo, los lobos 1.2 mm, blancos a rosados; anteras 1 mm de largo; estilos ca 7 mm de largo. Aquenios obovoides, 1.9–2.7 mm de largo, ligeramente aplanados, 10-acostillados, menudamente pilosos, estrigulosos, resinoso-punteados, cafés cuando maduros, pálidos en las costillas; vilano en 1 serie de 5 (–8) cerdas, 3.5–5 mm de largo, dilatadas en una base angosta o ampliamente triangular.

## Distribución y hábitat
Originaria de los trópicos y subtrópicos de América. Crece en clima cálido desde el nivel del mar hasta los 740 metros, asociada al bosque tropical perennifolio. Desde principios del siglo XX se ha expandido y es unvasora en muchas partes del mundo (Ej.: Hawai, Australia).

## Propiedades
En el estado de Veracruz se utiliza en el tratamiento de diferentes afecciones gastrointestinales. Para el dolor de estómago (dolores pasajeros y poco intensos) se prescribe una cocción preparada con la combinación de diferentes plantas, como la hierba dulce (Phylla scaberrima ) con cebadilla, se da a tomar caliente. En caso de padecer pujos, se aconseja tomar en ayunas un cocimiento con la raíz de cebadilla y pedazos de cáscara de guayabo (Psidium guajava). Además, se le emplea en casos de estreñimiento. En Puebla se la ocupa en las purgas, los “transpurgados” y contra el pie de atleta.
Química
Esta planta contiene los terpenos molephatín, molephantinín y phantomolín que tienen propiedades carcinogénicas.

## Taxonomía
Elephantopus mollis fue descrita por Carl Sigismund Kunth y publicado en Nova Genera et Species Plantarum (folio ed.) 4: 20–21. 1820[1818].
Etimología
Elephantopus: nombre genérico que deriva de las palabras griegas: 
elephantos = "elefante", y pous = "pie"; probablemente en alusión a las rosetas de grandes hojas basales.
mollis: epíteto latíno que significa "suave".
Sinonimia
- Elephantopus carolinianus var. mollis (Kunth) Beurl.
- Elephantopus cernuus Vell.
- Elephantopus hypomalacus S.F.Blake
- Elephantopus martii Graham
- Elephantopus pilosus Philipson
- Elephantopus scaber auct. non L.
- Elephantopus scaber var. martii (Sch. Bip. / DC.) Hassk.
- Elephantopus scaber var. tomentosus (L.) Sch.Bip. ex Baker
- Elephantopus sericeus Graham
- Elephantopus serratus Blanco
- Scabiosa cochinchinensis Lour.[7]

## Nombres comunes
- En México: Cebadilla, escoba, hierba del pujo, lechuga de puerco, lechuguilla.